# 尼爾瓜市

尼爾瓜市（西班牙語：Municipio Nirgua），是委內瑞拉的一個市，位於該國西部亞拉奎州，首府設於尼爾瓜，始建於1628年1月25日，面積2,274平方公里，2011年人口58,932，人口密度每平方公里26人。